# 贺秉温
贺秉温（1890年—1948年4月21日），内蒙古土默特旗（今呼和浩特市）人，归绥烟土商人，曾任厚和市市长。

## 生平
读过六年私塾。曾任归绥义丰粮店经理并经营客栈，代客买卖皮毛杂货。1932年，归绥成立烟土行业公会“土业公会”，由“德中和”的老板贺秉温任理事长。1933年被推选为归绥县商会主席。1934年，绥远平市官钱局改组，贺秉温任该局监事。1934年又兼任绥远省红十字会副会长。
1937年抗日战争爆发后，傅作义本来已经将绥远平市官钱局所存80万元白洋运往山西。因绥远商界有人提出这些钱是绥远地方财产，应留在绥远。1937年9月傅作义遂下令将这些钱运回，由商会会长贺秉温接收。绥远平市官钱局经理王国英办理了交接手续。傅作义指示贺秉温将这笔钱兑现给绥远百姓，但贺秉温并没有遵照傅作义的指示执行。
1937年10月14日，日军占领归绥，贺秉温等人欢迎日军并出面维持治安，伪蒙军总司令李守信委任其为维持会会长。绥远平市官钱局巨款除私吞一部分外，其余全部上交日军。1937年10月绥远地方金融委员会成立，顾问久间猛（日本人），三个委员分别是丰业银行经理王大勋、北洋保商银行绥远省办事处主任王硫檬、绥远平市官钱局监事贺秉温。随后以地方团体代表身份参加了1937年10月27日召开的“第二次蒙古大会”。1937年12月初，伪政权设立厚和浩特特别市公署后，德王又委任贺为第一任市长，在日籍顾问及指导官泽井等的指挥下，积极执行伪政策，提供一切可提供的资财、粮食供敌使用。他还征集民工为敌服役，拘捕抗日军政人员及家属，查封财产，又在辖区内广种鸦片，毒害人民；并在市区设俱乐部，专供吸食鸦片及赌博，以征收重税。又发起“自动”献金运动，强行勒派各商民献金，全市献纳国防金额233万元，日本军用飞机基金6500元，日军用机8000元，并募集废铜铁3万余斤供敌制造枪炮。
1938年1月，任伪蒙疆重要物统制委员会会长。1939年7日15日，伪蒙疆政府政务院调贺秉温为蒙疆土药(鸦片)总组合理事长，贺提出：“一人不便兼二事，恳请辞去厚和浩特市市长本职。”经伪政务院第57号指令照准，1939年8月30日离职，在职一年零九个月。继续经营烟土业。仅绥远一地即收买烟土1000万两之多，销往华北、华中等地，为敌收集资金，侵害中国人民健康。后在张家口任红十字会副会长。
1945年8月日本投降，当时贺秉温正在北平。此后贺秉温逃往天津。后来他于1945年12月10日被国民政府军事委员长北平行营督察处和军统局拘捕，经军统审讯后，于1946年3月27日被押送河北第一监狱。此后通过行贿和求情，他被河北的法院判处15年有期徒刑。傅作义得知后，派人同河北法院交涉，第二次交涉时索性派了一个连的兵力，将贺秉温强行带走。1947年2月22日，贺由绥远省高等法院书记官李俊押归绥。
1948年2月18日，被绥远省高等法院以通谋敌国，判处死刑，“全部财产除留家属必需生活费外。其余收。”1948年4月21日下午2时，贺被押赴归绥美人桥刑场（今呼和浩特市满都海公园），执行枪决。时年58岁。